# 微笑みの作り方
『微笑みの作り方』（ほほえみのつくりかた）は、小坂一也のアルバム。1994年3月に日本コロムビアからリリースされた。

## 収録曲
1. TRUCK DRIVER
2. POCKETFUL OF RAIMBOWS (ポケットが虹でいっぱい)
3. 微笑みの作り方
4. 住むなら世田谷区
5. 星になった涙
6. どこか飲みに行こうよ
7. MY BLUE HEAVEN (私の青空)
8. 僕を休もう
9. 今、いちばんのありがとう
10. HAPPY BIRTHDAY TO YOU
11. ファンからのお願い
12. HAPPY BIRTHDAY TO YOU (REPRISE)

## パーソネル
- 小坂一也（歌）